# Panchina d'Oro
El Panchina d'Oro (español: Banquillo de Oro) es un premio que se otorga anualmente al mejor entrenador de la Serie A italiana de fútbol.
El Panchina d’Argento (Banquillo de Plata) es un premio que se otorga anualmente al mejor entrenador de la Serie B.

## Palmarés Panchina d'Oro

### 1990-1992: Entrenadores de clubes europeos
| Temporada | Ganador          | Nacionalidad | Club                  |
| --------- | ---------------- | ------------ | --------------------- |
| 1990-91   | Raymond Goethals | Bélgica      | Olympique de Marsella |
| 1991-92   | Fabio Capello    | Italia       | AC Milan              |

### 1993-2006: Entrenadores de clubes de Serie A y Serie B
| Temporada | Ganador            | Nacionalidad | Club              |
| --------- | ------------------ | ------------ | ----------------- |
| 1993-94   | Fabio Capello      | Italia       | AC Milan          |
| 1994-95   | Marcello Lippi     | Italia       | Juventus de Turín |
| 1995-96   | Marcello Lippi     | Italia       | Juventus de Turín |
| 1996-97   | Alberto Zaccheroni | Italia       | Udinese           |
| 1997-98   | Luigi Simoni       | Italia       | Inter de Milán    |
| 1998-99   | Alberto Zaccheroni | Italia       | AC Milan          |
| 1999-00   | Alberto Cavasin    | Italia       | Lecce             |
| 2000-01   | Fabio Capello      | Italia       | Roma              |
| 2001-02   | Luigi Delneri      | Italia       | Chievo Verona     |
| 2002-03   | Carlo Ancelotti    | Italia       | AC Milan          |
| 2003-04   | Carlo Ancelotti    | Italia       | AC Milan          |
| 2004-05   | Luciano Spalletti  | Italia       | Udinese           |
| 2005-06   | Cesare Prandelli   | Italia       | Fiorentina        |

### desde 2006: Entrenadores de clubes de Serie A
| Temporada | Ganador              | Nacionalidad | Club              |
| --------- | -------------------- | ------------ | ----------------- |
| 2006-07   | Cesare Prandelli     | Italia       | Fiorentina        |
| 2007-08   | Roberto Mancini      | Italia       | Inter de Milán    |
| 2008-09   | Massimiliano Allegri | Italia       | Cagliari          |
| 2009-10   | José Mourinho        | Portugal     | Inter de Milán    |
| 2010-11   | Francesco Guidolin   | Italia       | Udinese           |
| 2011-12   | Antonio Conte        | Italia       | Juventus de Turín |
| 2012-13   | Antonio Conte        | Italia       | Juventus de Turín |
| 2013-14   | Antonio Conte        | Italia       | Juventus de Turín |
| 2014-15   | Massimiliano Allegri | Italia       | Juventus de Turín |
| 2015-16   | Maurizio Sarri       | Italia       | Napoli            |
| 2016-17   | Massimiliano Allegri | Italia       | Juventus de Turín |
| 2017-18   | Massimiliano Allegri | Italia       | Juventus de Turín |
| 2018-19   | Gian Piero Gasperini | Italia       | Atalanta          |
| 2019-20   | Gian Piero Gasperini | Italia       | Atalanta          |
| 2020-21   | Antonio Conte        | Italia       | Inter de Milán    |
| 2021-22   | Stefano Pioli        | Italia       | AC Milan          |
| 2022-23   | Luciano Spalletti    | Italia       | SSC Napoli        |
| 2024-24   | Simone Inzaghi       | Italia       | Inter de Milán    |

### Entrenadores más premiados
- 4  Massimiliano Allegri
- 4  Antonio Conte
- 3  Fabio Capello
- 2  Alberto Zaccheroni
- 2  Carlo Ancelotti
- 2  Cesare Prandelli
- 2  Marcello Lippi
- 2  Gian Piero Gasperini
- 2  Luciano Spalletti

## Palmarés Panchina d'Argento

### 1990-1992: Entrenadores de clubes europeos
| Temporada | Ganador              | Nacionalidad | Club                      |
| --------- | -------------------- | ------------ | ------------------------- |
| 1990-91   | Vujadin Boškov       | Yugoslavia   | Sampdoria                 |
| 1990-91   | Ljupko Petrović      | Yugoslavia   | Estrella Roja de Belgrado |
| 1990-91   | Johan Cruijff        | Países Bajos | Barcelona                 |
| 1991-92   | Carlos Alberto Silva | Brasil       | Oporto                    |
| 1991-92   | Raymond Goethals     | Bélgica      | Olympique de Marsella     |
| 1991-92   | Howard Wilkinson     | Inglaterra   | Leeds                     |
| 1991-92   | Bobby Robson         | Inglaterra   | PSV Eindhoven             |

### 1994-2006: Entrenadores de clubes de Serie C1 y Serie C2
| Temporada | Ganador           | Nacionalidad | Club             |
| --------- | ----------------- | ------------ | ---------------- |
| 1994-95   | Renzo Ulivieri    | Italia       | Bolonia          |
| 1995-96   | Osvaldo Jaconi    | Italia       | Castel di Sangro |
| 1996-97   | Giuseppe Pillon   | Italia       | Treviso          |
| 1997-98   | Corrado Benedetti | Italia       | Cesena           |
| 1998-99   | Claudio Foscarini | Italia       | Alzano Virescit  |
| 1999-00   | Serse Cosmi       | Italia       | Arezzo           |
| 2000-01   | Gianni De Biasi   | Italia       | Modena           |
| 2001-02   | Ezio Rossi        | Italia       | Triestina        |
| 2002-03   | Elio Gustinetti   | Italia       | AlbinoLeffe      |
| 2003-04   | Mario Somma       | Italia       | Arezzo           |
| 2004-05   | Domenico Di Carlo | Italia       | Mantova          |
| 2005-06   | Antonio Soda      | Italia       | Spezia           |

### desde 2006: Entrenadores de clubes de Serie B
| Temporada | Ganador              | Nacionalidad    | Club             |
| --------- | -------------------- | --------------- | ---------------- |
| 2006-07   | Gian Piero Gasperini | Italia          | Genoa            |
| 2007-08   | Giuseppe Iachini     | Italia          | Chievo Verona    |
| 2008-09   | Antonio Conte        | Italia          | Bari             |
| 2009-10   | Pierpaolo Bisoli     | Italia          | Cesena           |
| 2010-11   | Attilio Tesser       | Italia          | Novara           |
| 2011-12   | Zdeněk Zeman         | República Checa | Pescara          |
| 2012-13   | Eusebio Di Francesco | Italia          | Sassuolo         |
| 2013-14   | Maurizio Sarri       | Italia          | Empoli           |
| 2014-15   | Roberto Stellone     | Italia          | Frosinone Calcio |
| 2015-16   | Ivan Jurić           | Croacia         | Crotone          |
| 2016-17   | Leonardo Semplici    | Italia          | S.P.A.L.         |
| 2017-18   | Aurelio Andreazzoli  | Italia          | Empoli           |
| 2018-19   | Fabio Liverani       | Italia          | Lecce            |
| 2019-20   | Filippo Inzaghi      | Italia          | Benevento        |
| 2020-21   | Alessio Dionisi      | Italia          | Empoli           |
| 2021-22   | Fabio Pecchia        | Italia          | Cremonese        |
| 2022-23   | Fabio Grosso         | Italia          | Frosinone        |
| 2023-24   | Fabio Pecchia        | Italia          | Parma            |